# The Singles (The Clash) 2007.
The Singles (2007.) je kompilacijski album grupe The Clash izdan u lipnju 2007. godine. Na njemu se nalaze svi singlovi u karijeri grupe, koji su se bili i na prošloj kompilaciji Clasha Singles Box, samo bez njihovih B-strana.

## Popis pjesama
1. "London Calling"
2. "Rock the Casbah"
3. "Should I Stay or Should I Go"
4. "I Fought the Law"
5. "(White Man) In Hammersmith Palais"
6. "The Magnificent Seven"
7. "Bankrobber"
8. "The Call Up"
9. "Complete Control"
10. "White Riot"
11. "Remote Control"
12. "Tommy Gun"
13. "Clash City Rockers"
14. "English Civil War"
15. "Hitsville UK"
16. "Know Your Rights"
17. "This Is England"
18. "This Is Radio Clash"
19. "Train in Vain"
20. "Groovy Times"

## Vanjske poveznice
- allmusic.com - The Singles (2007.)